# Вольфсбург (замок)
Вольфсбург (нем. Wolfsburg Schloss) — средневековый замок в городе Вольфсбург в восточной части земли Нижняя Саксония, Германия. Первое упоминание о замке встречается в документах 1302 года. По своему типу относится к замкам на воде. В эпоху Возрождения был перестроен в роскошный дворцово-замковый комплекс. С 1961 года является собственностью городских властей.
Замок Вольфсбург начинался с жилой каменной башни на реке Аллер, затем превратился в сильную крепость, обнесённую кольцевой стеной и рвом. В XVII веке Вольфсбург стал главной резиденцией. При этом оставался хорошо укреплённым фортификационным сооружением. После реконструкции представлял собой яркий образец Везерского Ренессанса. Основателем и владельцем замка долгое время был дворянский род фон Бартенслебен. После того, как это род пресёкся в 1742 году, Вольфсбург перешёл в собственность графов Шуленбургских.

## Название
Иногда ошибочно считают, что название замка Вольфсбург связано с тем, что в окрестностях водилось много волков. На самом деле изображение волка было геральдическим символом дворянского рода фон Бартенслебен, представители которого и строили замок.

## Общее описание

### Форма

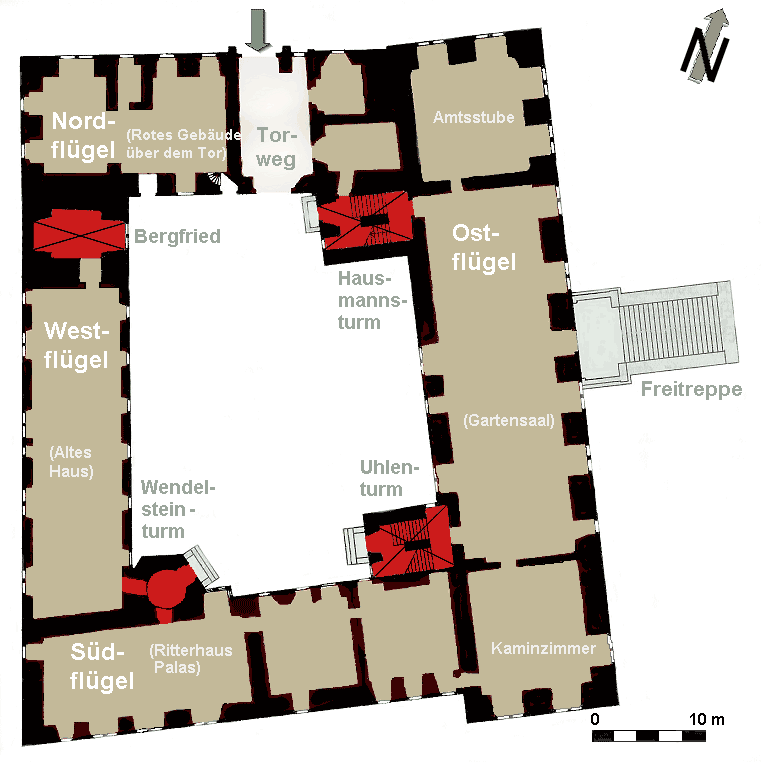
План главного комплекса зданий

С XVII века замок представляет собой крупное прямоугольное здание с внутренним двором. Верхняя часть комплекса с изящными фронтонами, круглыми окнами и остроконечные башенками резко контрастирует с нижней массивной частью, которая прежде была каменной стеной, опоясывающей крепость.

### Вход
Центральный вход в замок c круглой аркой украшают большие каменные фигуры рыцарей. Над воротами размещён вытесанный из камня щит с гербом рода Бартенслебен. Центральный вход в нынешнем виде, включая террасу с парадную лестницу со стороны парка появились во время перестройки XIX века.

### Бергфрид
Бергфрид (главная башня) встроен в здание как часть западного крыла. Башня построена на квадратном фундаменте со сторонами 9×9 метров. Высота башни составляет около 23 метров, а толщину её стен достигает 3 метров. Бергфрид является самой старой частью всего комплекса. Начало её строительства, вероятно, относится к XIII веку.

### Оборонительные башни
С трёх углов комплекса находятся три крупные башни. К ним примыкают изнутри лестничные башни, с помощью которых и можно попадать с этажа на этаж. Самая высокая из оборонительных башен достигает высоты около 30 метров и называется Hausmannsturm. Другие башни пониже и называются Uhlenturm и Wendelstein (шестиугольная). Все эти объекты были построены в XVI веке при масштабной реконструкции замка.

### Крыло комплекса
Северное и южное крыло построены в XVI веке и в основном использовались как жилые. Восточное крыло достигает высоты около 25 метров и было построено в начале XVII века. После его возведения, благодаря великолепными декоративными архитектурными формами эпохи Везерского Ренессанса комплекс внешне превратился из крепости в дворцово-замковый комплекс. На первом этаже восточного крыла находится просторный рыцарский зал длиной 30 и шириной 9 метров. К нему примыкают Малый зал, Каминный зал и кабинет. Сохранились остатки аркадного крыльца, выходящего из восточного крыла во внутренний закрытый двор (размером 50×60 метров).
В 1935 году к западному крылу была прикреплена каменная табличка с отрывком из 91 псалма. Это напоминание о том, что сын владельца замка Вернер фон дер Шуленбург-Вольфсбург, которому на тот момент было четыре года, выпал из окна и практически не пострадал.

## История

### Основание

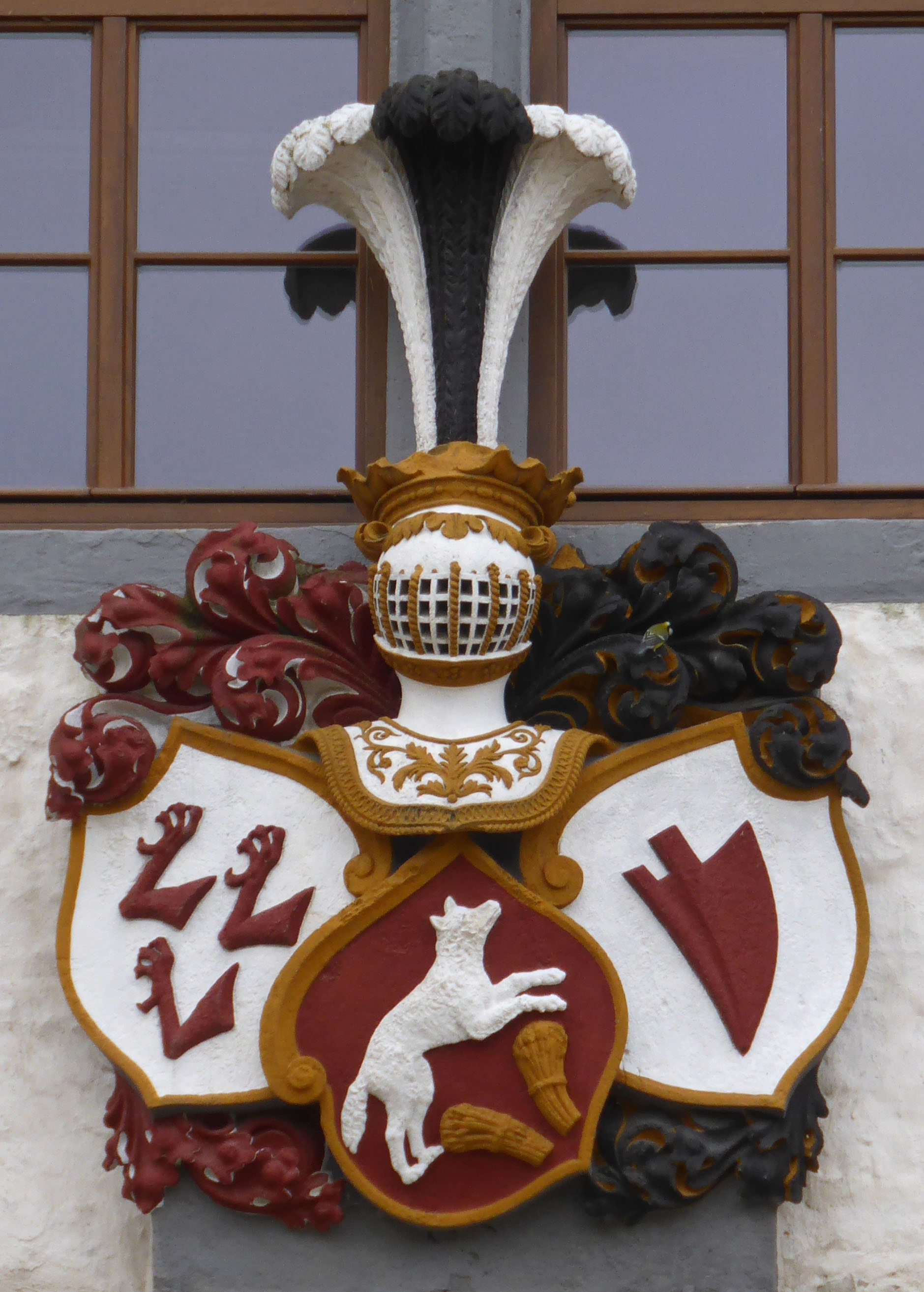
Герб рода Бартенслебен с изображением волка

Земли, где построен замок, стали вотчиной семьи фон Бартенслебен в XIII веке. Здесь проходили важные торговые пути, а также осуществлялась переправе через реку Аллер. Для контроля над столь важными маршрутами и были построены укрепления. Замок впервые упоминается в документах в 1302 году. Тогда он назывался Влюсборх. Согласно документу владели замком четыре брата: Борхард, Гюнцель, Гюнтер и Вернер фон Бартенслебены. Это была семья министериалов из местечка Бартенслебен близ Хельмштедта. Братья получили землю в награду за службу. Им с 1288 году также принадлежал замок в Форсфельде.
Ряд исследователей считает, что первое упоминание о замке относится к 1135 году. Но нет чёткой уверенности, что в документах идёт речь именно о Вольфсбурге, а не иной крепости.

### Ранняя история
В первое время замок не был обнесён кольцевой стеной. Вольфсбург представлял из себя цельную крепость с жилыми зданиями внутри. Остатки этих сооружений можно обнаружить в сегодняшнем западном крыле комплекса. Для XIV века Вольфсбург был прочной каменной крепостью.
В позднее Средневековье в Вольфсбурге разместили пушки. Во всяком случае согласно документам 1437 года количество пушек в случае войны следовало увеличено на десять. По преданию, серьёзную осаду замок выдержал только однажды. В время вражды между семьёй фон Бартенслебен и герцогом Отто фон Люнебургом в 1464 году Вольфсбург сильно пострадал. Но после завершения конфликта его быстро восстановили.
Со временем замок был обнесён внешними стенами и глубокими рвами, которые заполнялись водой из реки Аллер. Попасть внутрь можно было по подъёмному мосту.

### XVII—XIX века

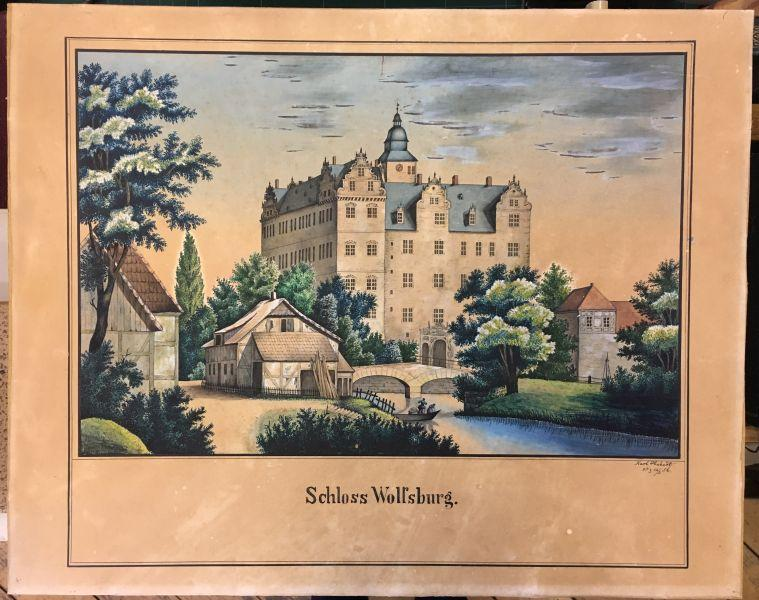
Замок Вольфсбург на рисунке 1856 года

После завершения Тридцатилетней войны Вольфсбург оставался одним из немногих аристократических замков Германии, который практически не подвергся разорению и разрушению. При этом крепость неоднократно переходила из рук в руки. Под конец войны здесь располагался шведский гарнизон. Правители Брауншвейга и Магдебурга добились в 1650 году решения о разрушении мощных внешних укреплений замка. Однако шесть лет спустя фон Бартенслебены восстановил все укрепления, поскольку хотели сохранить неприступность своего родового владения.
В 1742 году род Бартенслебен пресёкся. После споров о наследстве замок Вольфсбург перешёл во владение графов фон Шуленбург.
В 1816 году земли окружающие Вольфсбург вошли в качестве эксклава в состав Прусского королевства. Замком был включён в состав недавно образованного региона Гарделеген.

### XX век

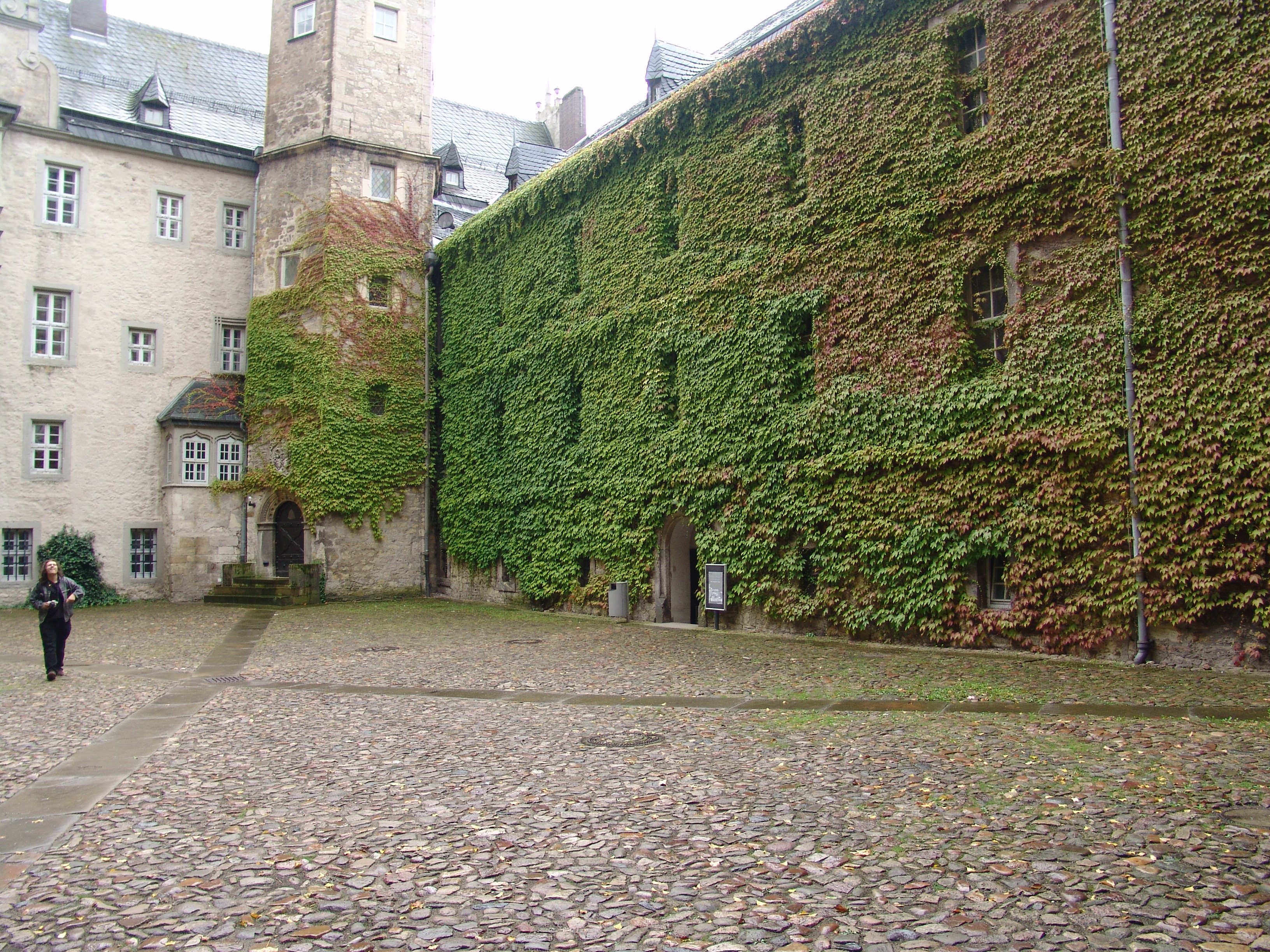
Внутренний двор замка

Вплоть до XX века рядом с замком существовало лишь небольшое поселение. Город Вольфсбург относится к небольшому числу городов Германии, которые были основаны лишь в XX веке. Радикальные перемены в регионе начались после решения о начале строительства здесь автомобильного завода «Фольксваген». Поселение получило статус города 1 июля 1938 года. Причём 25 мая 1945 года город назывался Штадт дес КдФ-Вагенс бай Фаллерслебен. Здесь были построены дома для сотрудников завода.
В 1943 году замок был продан городским властям KdF-Wagons. Комплекс использовался для различных целей. В 1945 году в замке разместились оккупационные войска. В 1946 году здания комплекса вернулись в распоряжение властей города Вольфсбург.
В 1947 году замок перешёл в собственность земле Нижняя Саксония, так как у городских властей не хватало средств на его содержание и реставрацию. С 1948 года здесь разместился дом инвалидов. С 1949 по 1951 год в замке было молодёжное общежитие. Сначала его курировал Датским Красным Крестом, а с 1951 года — Немецкий Красный Крест. В 1952 году государственная молодежная благотворительная организация открыла в замке образовательный центр. С 1953 года в одном из зданий размещались беженцы из ГДР.
В 1961 году замок вновь вернулся в собственность города Вольфсбург (через продажу). Все четыре крыла центральной части комплекса были отремонтированы и отреставрированы (на это ушло несколько лет). С тех пор замок служит художественным и культурным центром, а также используется для представительских целей. Здесь размещались мастерские многих известных художников. В 1967 году завершилась реставрация парадных залов.

## Архитектурное описание замка

### Средние века
В первое время Вольфсбург состоял только из каменной жилой башни на берегу реки Аллер. Вероятно, ранее здесь находилась деревянная сторожевая башня для защиты переправы. Впоследствии каменная башня (бергфрид) стала составной частью замкового комплекса и своеобразной цитаделью. Внутрь этой башни можно было попасть по разборной деревянной лестнице через высокий вход. Сначала здесь находились и покои представителей семьи фон Бартенслебена. Но позднее они пристроили у башне более комфортные жилые здания. В нижних помещениях были оборудованы темницы, где содержали преступников и пленников.
С XIV века замок окружали глубокие рвы с водой. Вплоть до XIX века Вольфсбург защищали два рва, которые наполнялись водой из рек Аллер и Хассельбах. Внутренний ров окружал непосредственно замок и попасть внутрь можно было только по подъёмному мосту. Таким образом получалось, что Вольфсбург расположен на искусственном острове, а значит соответствовал типу замок на воде. К концу XIX века внутренний ров оказался засыпан. Внешний ров окружал и замок, и форбург, где могли найти убежище окрестные жители в случае военных действий. Этот ров частично сохранился до настоящего времени.
Весь комплекс был обнесён внешней стеной с мощными ронделями. Внутри имелось много хозяйственных построек (конюшни, кузни, склады и пр.).

### Ренессанс

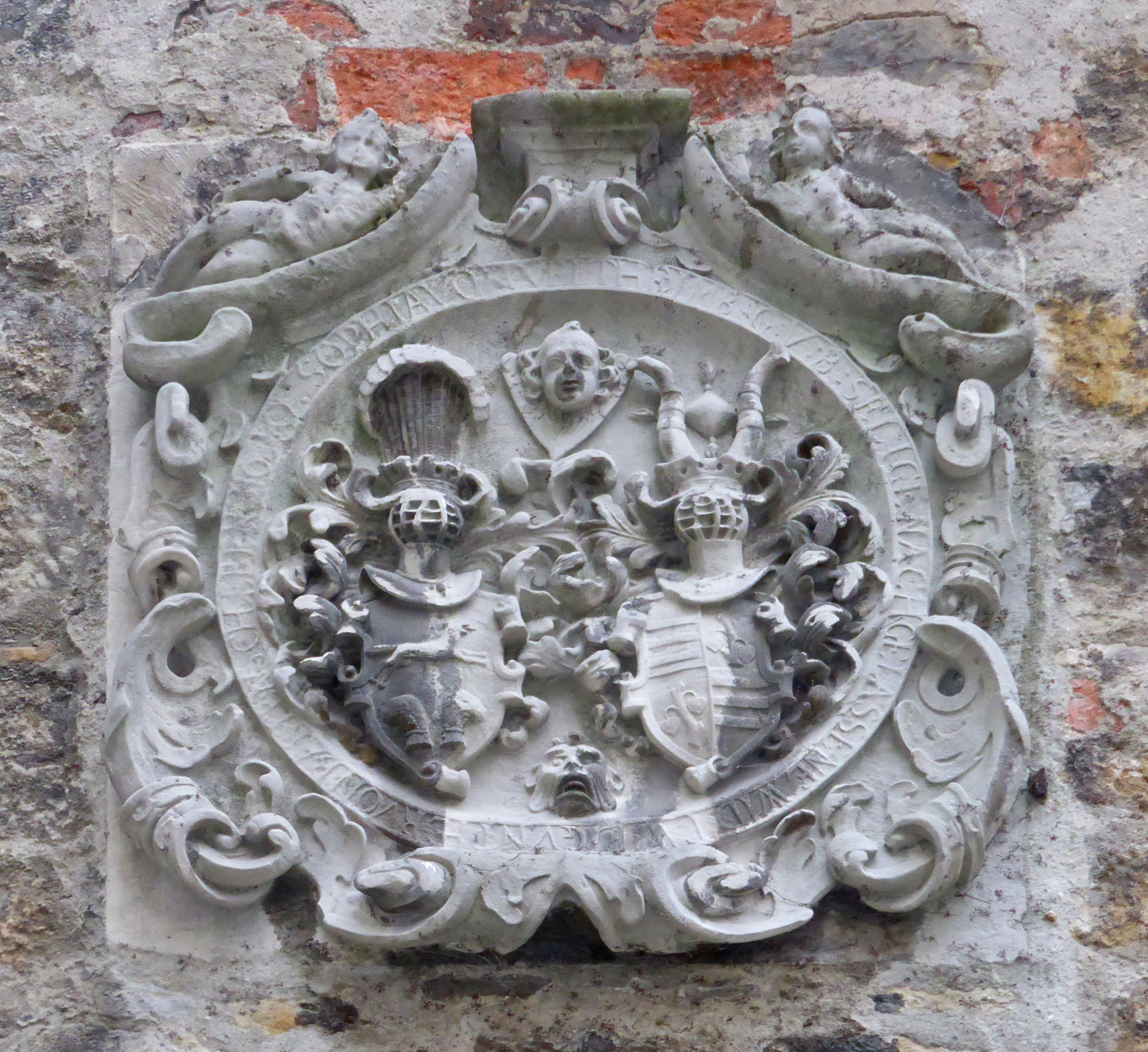
Гербы супругов Гюнтера фон Бартеснлебена (1558—1597) и Софии фон Фельтхайм (1574—1613).

В середине XV века члены семьи Бартенслебен решили, что заслуживают более представительной резиденции, чем просто каменная крепость. Началась поэтапная реконструкция, постепенно превращавшая неуютное фортификационное сооружение в комфортабельный и роскошный дворец. Сообразно моде строительство велось в стиле ренессанс. Рядом были разбиты сады и парк. Тем не менее внешние укрепления поддерживались в надлежащем состоянии и Вольфсбург со своими стенами, защитными рвами и бастионами вплоть до 1840 года оставался сильной крепостью.
Благодаря своему огромному состоянию Ганс фон Бартенслебен по прозвищу Богатый начал радикальную перестройку замка в 1574 году. Для работы он нанимал лучших каменщиков и плотников, которым щедро платил. Правда, окрестных крестьян владельцы замка заставляли работать бесплатно и без всяких ограничений. В итоге сельские жители в 1600 году обратились с жалобой к герцогу Генриху Юлию Брауншвейг-Вольфенбюттельскому. После разбирательств было определено специальным договором, что крестьяне обязаны нести трудовые повинности в пользу Бартенслебенов не более десяти часов летом и восьми часов зимой два только два раза в неделю. При этом время в пути (многие жили в 10-15 км) им не засчитывалось.
Ганс Богатый в числе прочего построил нынешнее северное крыло с высокими воротами. Он умер в 1583 году, но его наследник и родственник Гюнцель со своим братом Гюнтером продолжил работы. В итоге было построено восточное крыло, где разместили рыцарский зал и другие роскошные представительские помещения. Только в 1620 году завершилась реконструкция комплекса. С той поры замок с четырьмя крыльями и внутренним двором серьёзно не перестраивался. В настоящее время он считается одним из наиболее хорошо сохранившихся комплексов, построенных в стиле Везерского Ренессанса.

## Современное использование
20 октября 1974 года в замке открылась Городская художественная галерея. С 1980 года по 2000 год в восточном крыле работал местный краеведческий музей (ныне Городской музей).
Здесь регулярно проводятся выставки, вернисажи, концерты и творческие вечера.

## Галерея

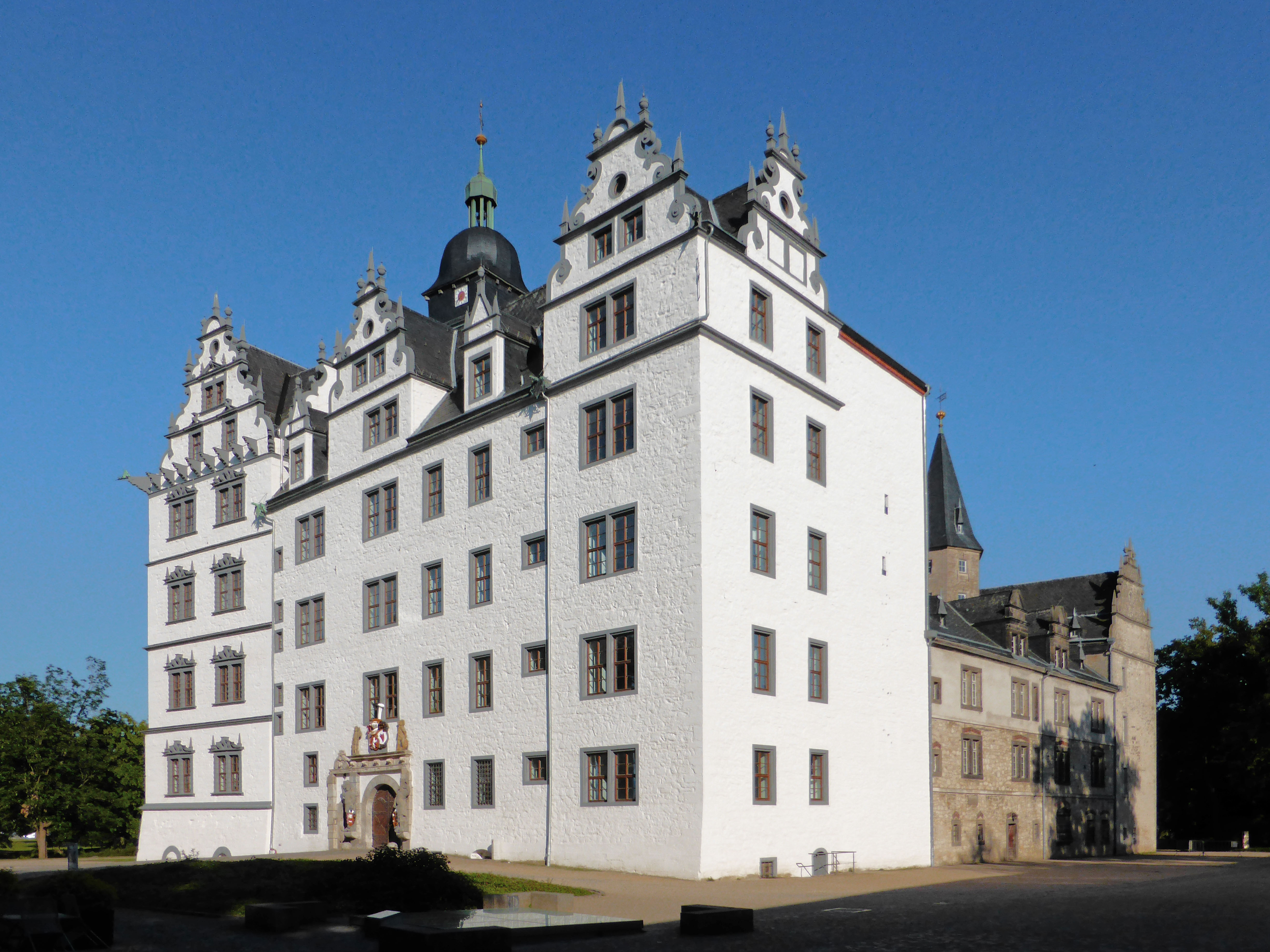
Северный фасад замка
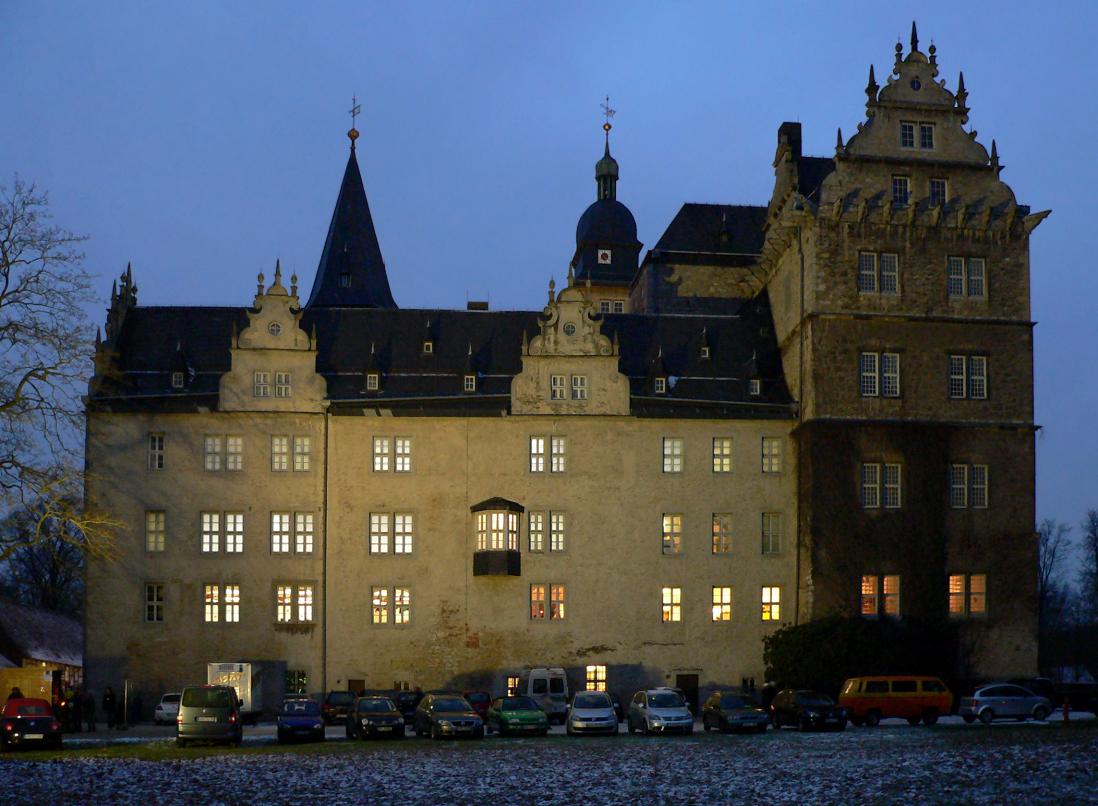
Вид замка в ночное время
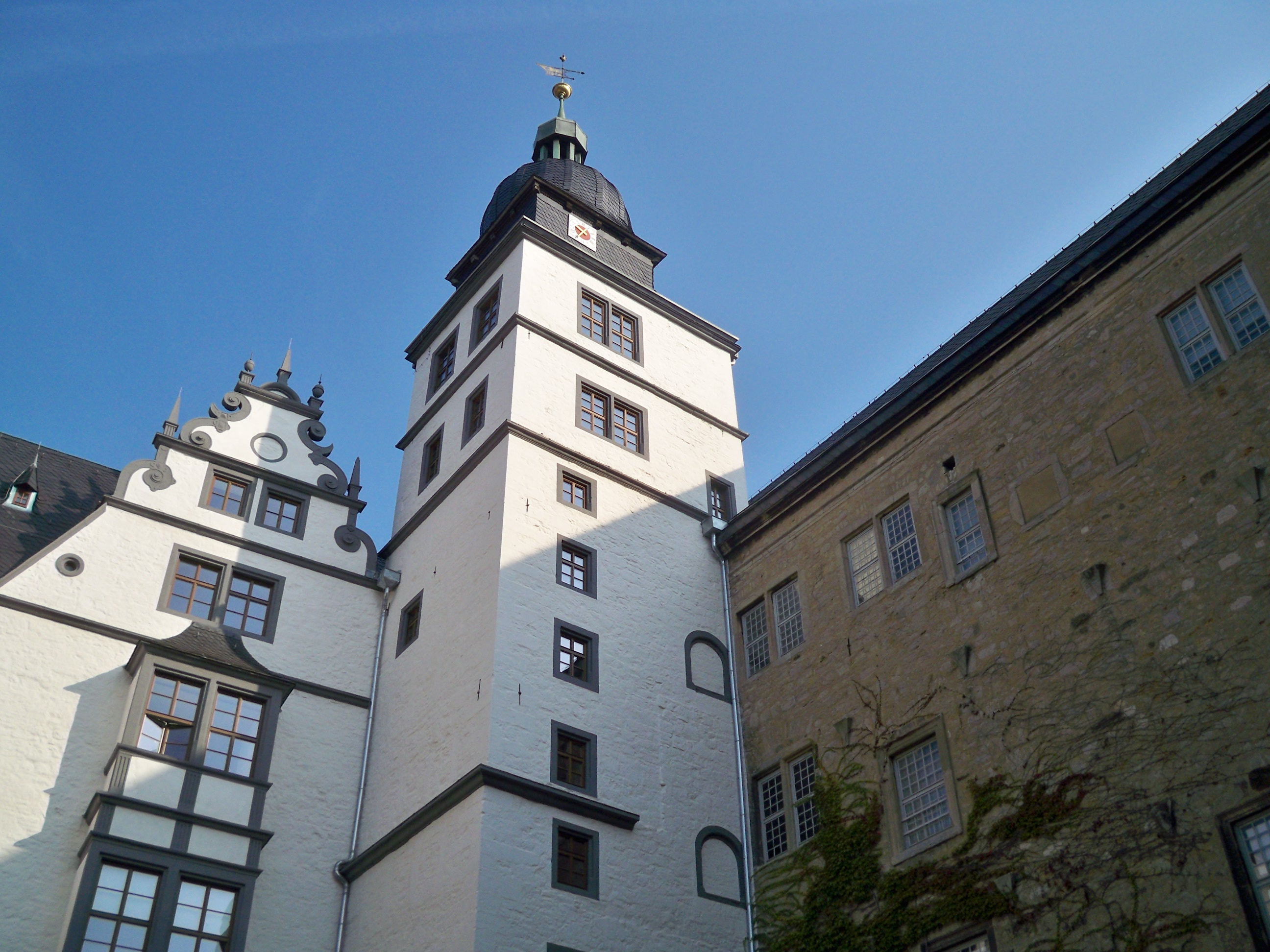
Лестничная башня в северо-восточном углу внутреннего двора
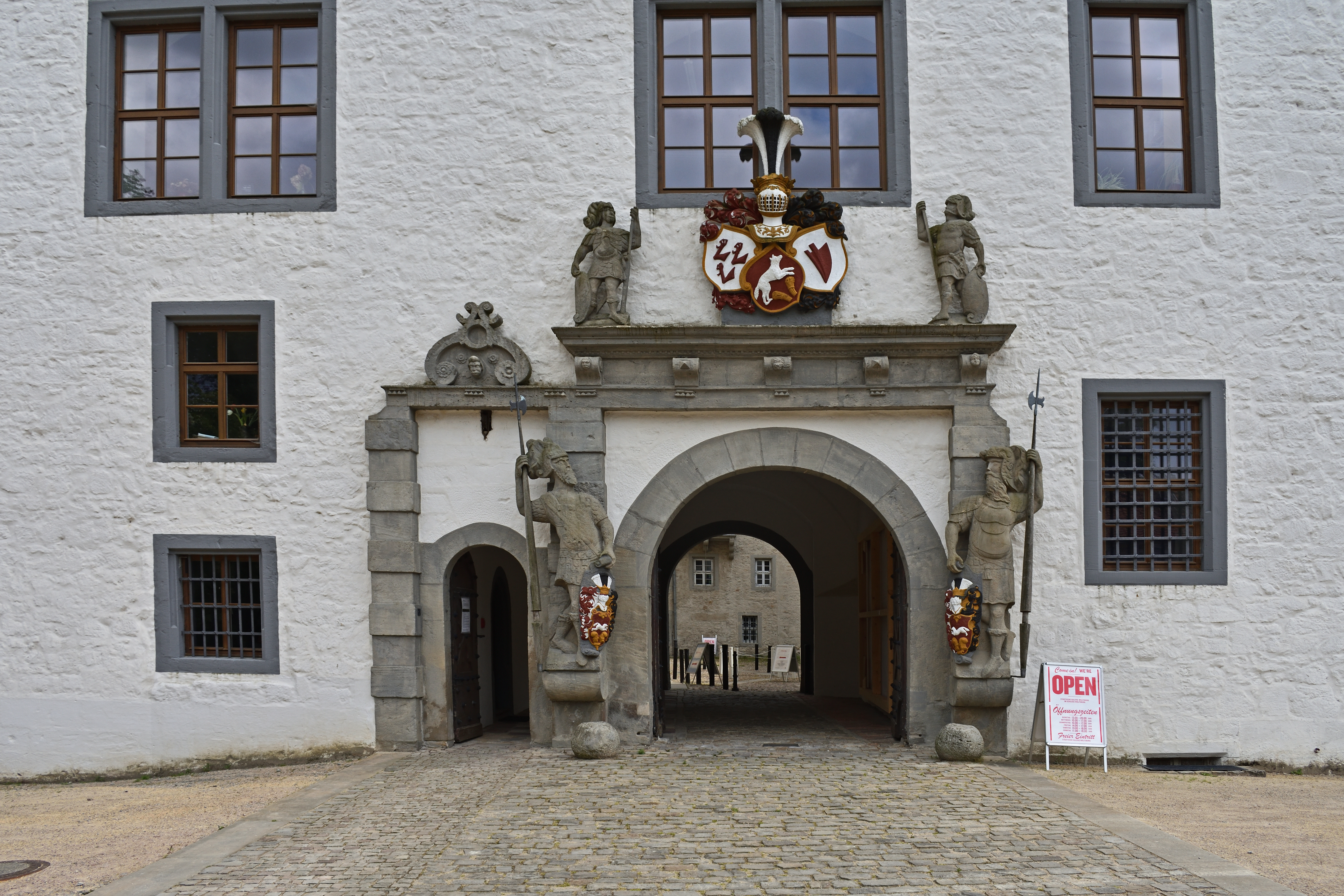
Главные ворота замка
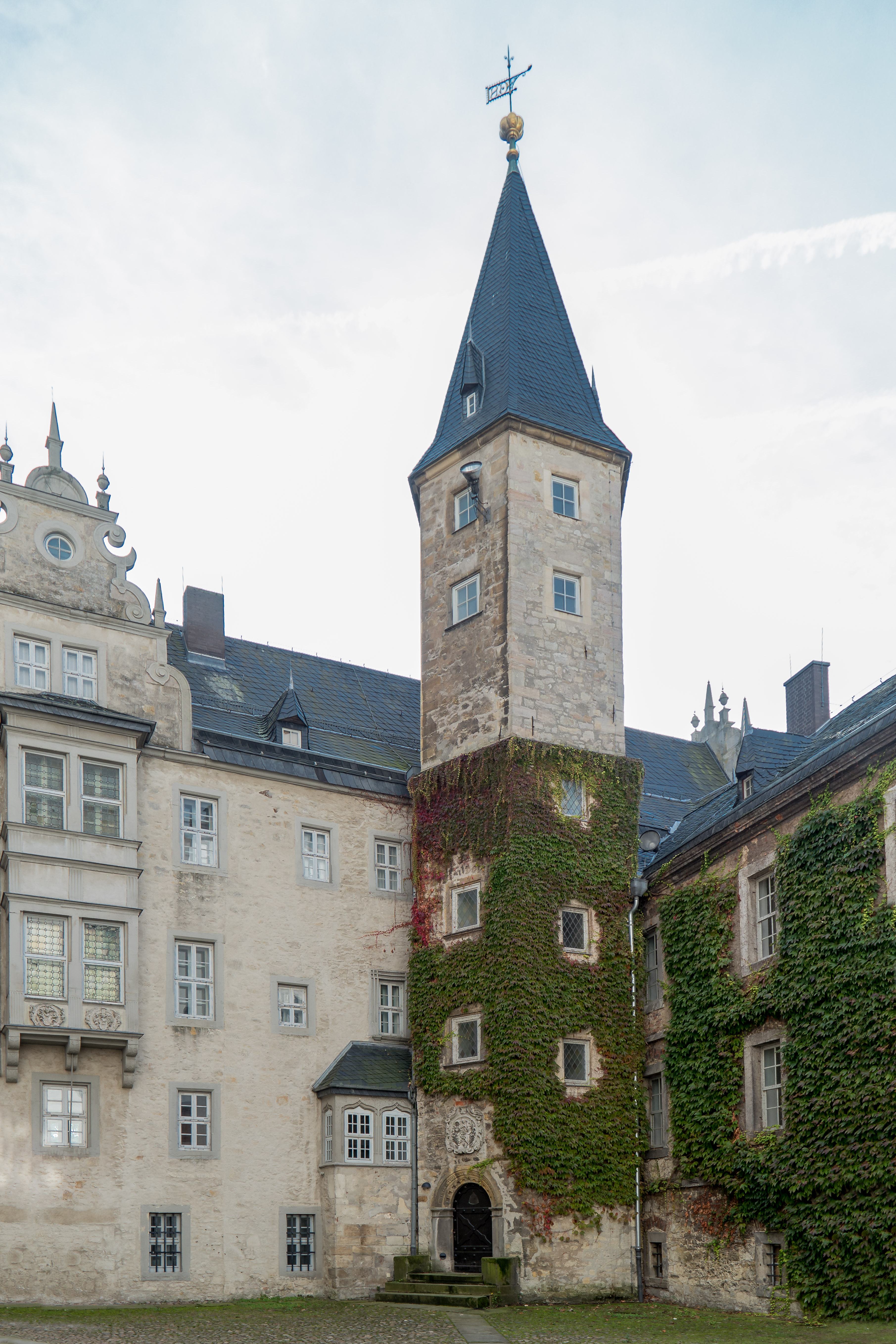
Лестничная башня в юго-западной части двора
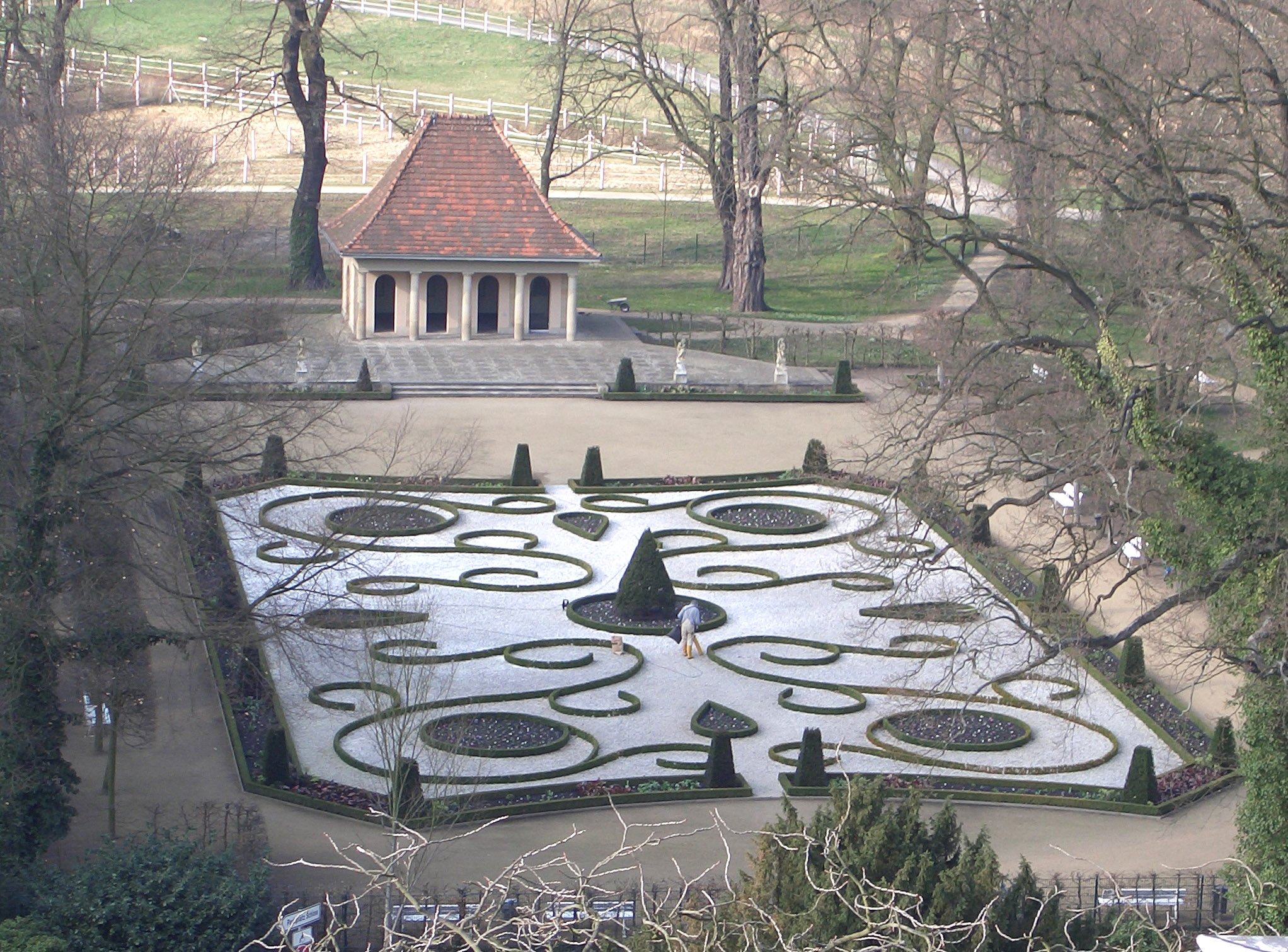
Барочный сад к северу от замка